# Sarcophage dell'Obeso
Pour les articles homonymes, voir Obeso.
Le sarcophage dell'Obeso est un sarcophage étrusque conservé et exposé au Musée archéologique national (Florence).  

## Description
Il s'agit d'un sarcophage figuré, avec son couvercle en albâtre recouvrant  un caisson à bas-reliefs. Le mort (un magnate ou un dignitaire) est représenté en  banqueteur du symposion. Sa pose est dite semisdraiata ou semidistesa, soit appuyé sur un coude, l'autre bras allongé le long du corps se terminant par une main tenant une coupe de libation.

La figure représentée fait écho à la tradition littéraire de l'étrusque gras, le pinguis, qui apparaît dans des textes grecs et latins, notamment Catulle et chez Virgile dans les Géorgiques et dans l'Enéide. Sa désignation vient de sa richesse, son opulence, étalées par sa corpulence, les plis de sa toge découvrant son ventre rond. 
« La nudité de ce nombril, centre du monde, est presque indécente, mais il n'en a cure. Par un ventre au modèle flatteur, le descendant des antiques lucumons proclame sans vergogne, et même avec une sorte d'orgueil de caste, dans une mort qui garde l'apparence d'un banquet, sa satisfaction à sortir de cette vie rassasié et repu. »
Plusieurs sarcophages adoptent cette désignation : outre celui de Florence venant des sites de  Chiusi (IIe siècle av. J.-C.), un autre exemplaire encore plus caractéristique et en meilleur état est visible au Musée archéologique national de Tarquinia, issu de la tombe de la famille des Partunu.
Ils dénotent tous de l'esthétique étrusque d'une représentation exagérée, symbolique plus que finement réaliste.